# Bråviken

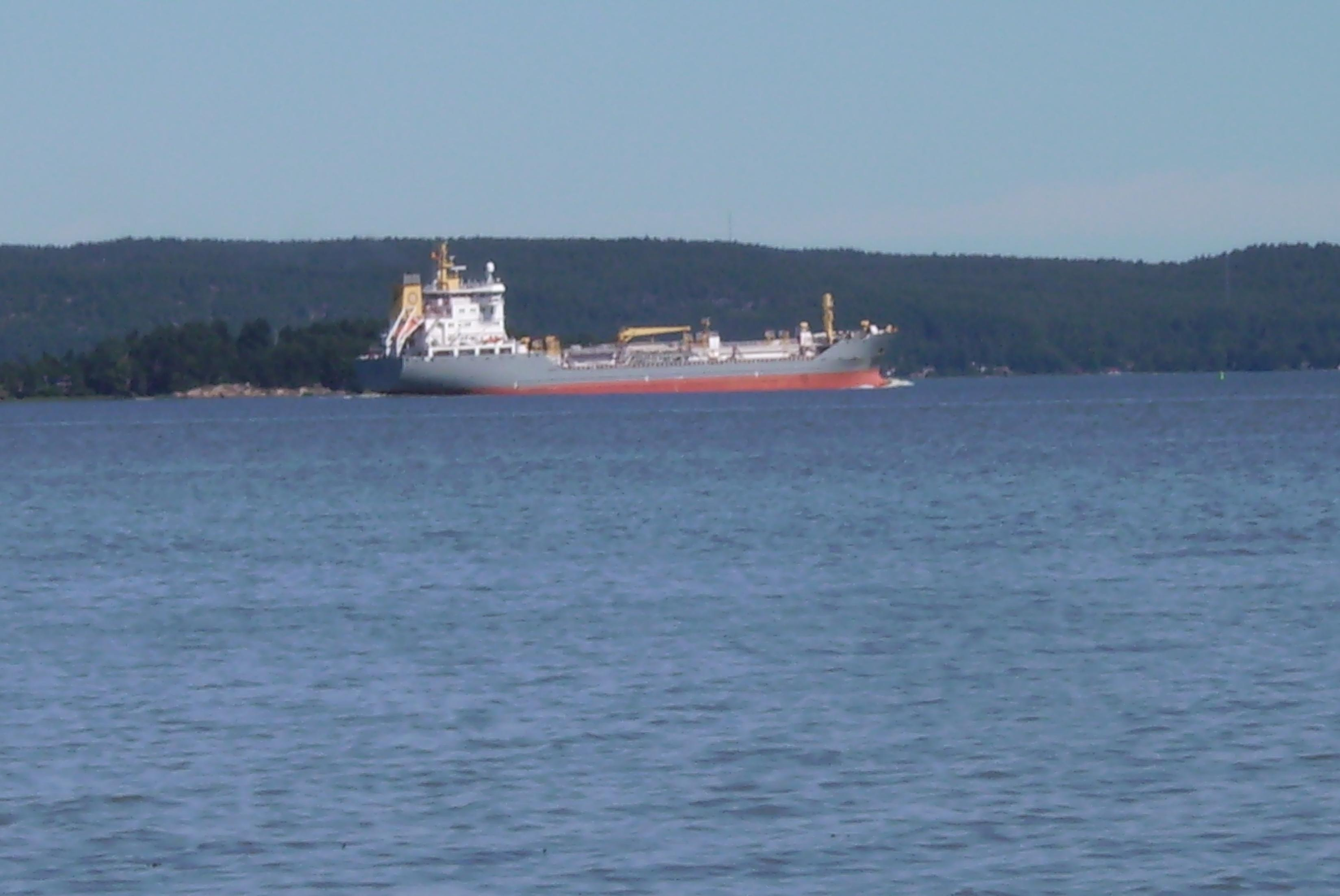
Bråviken i närheten av Norrköping.

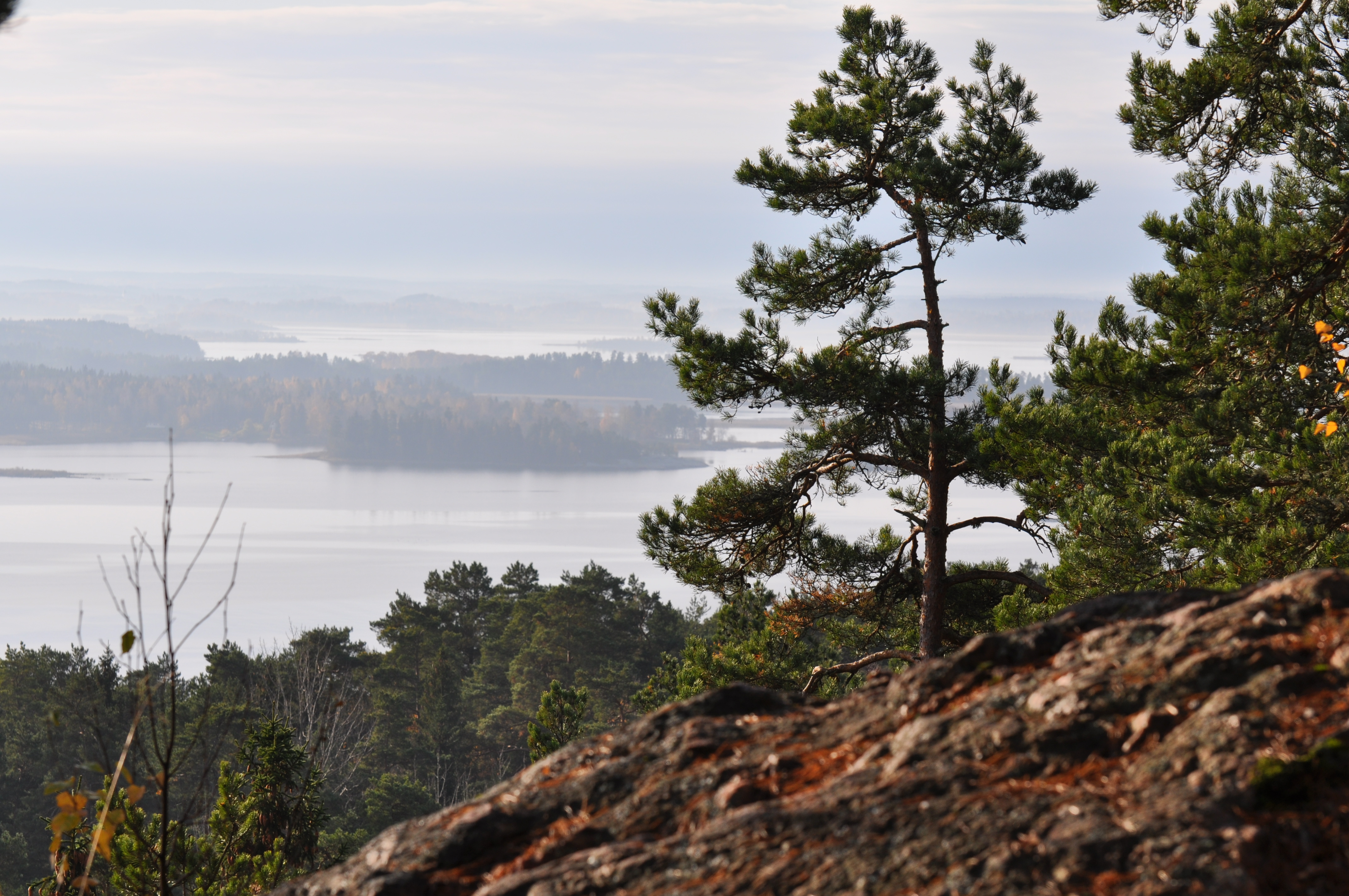
Bråviken sedd från Kolmårdens Djurpark.

Karta över Bråviken från 1740.

Bråviken är en vik av Östersjön utanför Norrköping i Östergötland. Viken är över 50 kilometer lång och sträcker sig från Arkösund vid kusten in till Pampusfjärden och Lindö utanför Norrköping. Sjön Glan har via Norrköping sitt utlopp i Bråviken. Bråviken slutar i Bosöfjärden. Delar av Bråviken är naturreservat.
Den huvudsakliga tätortsbebyggelsen ligger längs den norra, branta kuststräckan. De största orterna är Krokek och Kvarsebo i Östergötland samt Nävekvarn i Södermanland. Den södra kusten består främst av låglänt jordbruksbygd. En färjeförbindelse över Bråviken, mellan Vikbolandet och Kolmården går mellan Skenäs och Säter, den så kallade Skenäsleden. Färjeförbindelsen ersatte 1959 sträckan mellan Kvarsebo och Färjestaden. 
2006 ansökte det ryska företaget Peter Gaz om att få undersöka möjligheterna att dra en naturgasledning i Bråviken. Den tänkta gasledningen är en sidogren av den stora naturgasledningen Nord Stream mellan Greifswald i Tyskland och Viborg i Ryssland.
Bråviken är även en populär vik att fiska strömming i och vintertid beger sig många människor ut på isen för att pimpla. 